# 阮文紹
阮文紹（發音：[ŋʷǐənˀ vān tʰîəwˀ] ⓘ；1923年4月5日—2001年9月29日），越南共和國軍政要人。曾任越南共和國陸軍中將、1965年至1967年期間擔任越南共和國國家領導委員會主席、1967年至1975年期間擔任越南共和國總統；1975年辭職下野流亡臺灣，一度寓居臺北市士林區天母。2001年病逝於美國。

## 早年经历
1923年4月5日出生于寧順省潘郎市社的小地主家庭。少年时代，曾加入了胡志明领导的越盟，致力于使越南脱离法国的殖民统治。但当他发现越盟的目标是在越南建立共产主义政权后，便于1946年脱离了。
在族中长辈的资助下，阮文绍于1947年进入海事学校学习，但因为时局变化，转入越南自由邦军官学校第1期，这所学校位于大叻，是由法国支持的保大皇帝所建立的。1949年毕业后，他成为越南自由邦陆军中的一名少尉，与越盟游击队作战，阻擋越南被赤化。

## 军事生涯

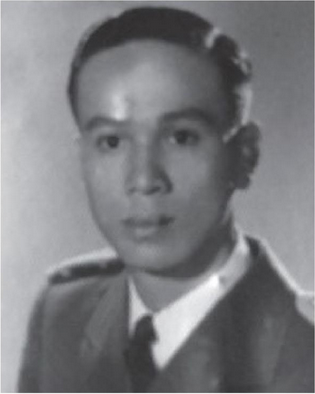
1951年左右的中尉阮文紹

1954年，法国在越南的军事力量，因为奠边府战役的失败而瓦解。而后，根据日内瓦会议的决议，越南实行南北分治。1955年，越南共和国（南越）政府成立，将前越南自由邦陆军收编。此时，阮文绍已经是一名中校了。而后，他历任陆军军官学校校长、步兵第1师师长、步兵第5师师长。并因在1963年参与推翻总统吳廷琰的军事政变而晋升为准将。
在楊文明、阮慶相繼執政的两年中，阮文紹被任命为陆军第4軍军长、总参谋长，而后被提升为陆军中将并担任国防部长。
1965年6月，阮慶被迫下臺，阮文绍被军事强人们推选为军事革新会议的首领，并成为国家领导委员会主席，换言之，就是国家元首。

## 政治生涯

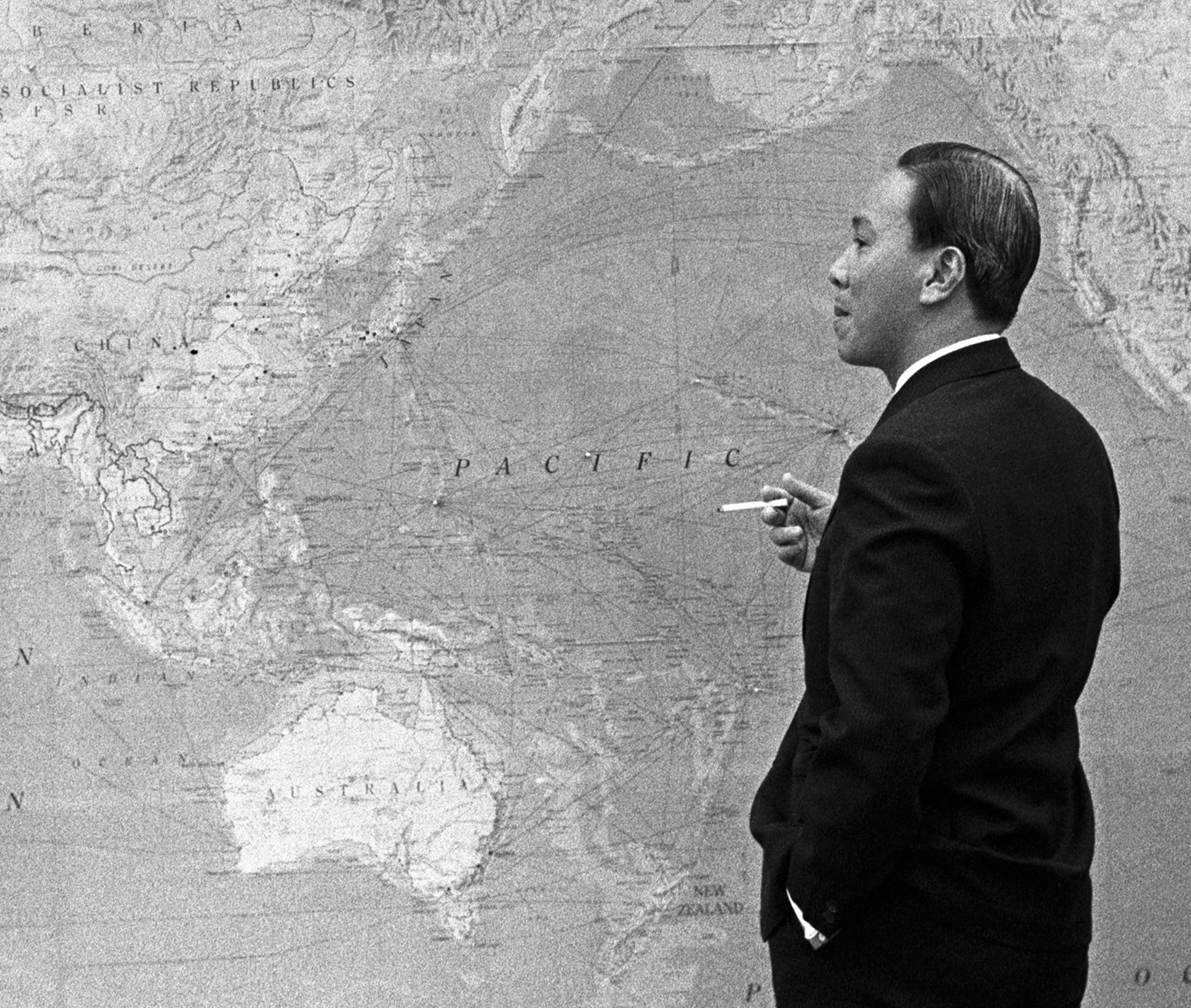
阮文紹正在觀看世界地圖

1967年9月3日，他在竞选中赢得了38%的选票，成功当选新一任南越总统，同時也是各屆總統中任期最長的領導人之一。
阮文绍统治的贪腐程度被控远甚他的前任。和1963年军事政变的领袖阮高祺不同，阮文绍建立了一个政党，通过架空國會，使政治权力极大地集中于政府的行政分支。为了防备总统的统治受到威胁，他的同盟者被安插进重要的军政岗位。
在1971年，阮文绍参加了改选，但是他贪腐的恶名，使他的政治对手认为选举將会被操纵，从而拒绝参加。作为唯一的候选人，阮文绍顺利当选。
在1975年4月21日春祿失守使得首都圈門戶洞開後，阮文紹宣布辞去總統職務並出國前往中華民國治下的台灣，迅速将权力移交给副总统陈文香，后者在1975年4月21日接任，也就是1975年4月30日南越向北越无条件投降的9天之前。

## 流亡生活
阮文紹從西貢新山一國際機場飛往中華民國臺北亡命，落腳士林天母蘭雅里的一棟別墅:5，随后搬去英格蘭的薩里郡，最后定居美国麻省的波士顿。

## 過世
在2001年9月27日中風和昏迷后，阮文紹於9月29日在馬薩諸塞州波士頓贝斯以色列女执事医疗中心去世，享年78歲。
2001年10月6日，他的葬禮在馬薩諸塞州牛頓的伊頓和麥凱殯儀館舉行。他的屍體被火化，但不清楚骨灰的放置地點。據阮氏梅英女士說，在他去世之前，他表示希望安葬在潘朗的家鄉，否則就“火化後一半撒入海中，一半撒在山上”。